# Пітер Джеффрі Келсі Вайсофф
Пітер Джеффрі Келсі Вайсофф (англ. Peter Jeffrey Kelsay Wisoff; нар. 16 серпня 1958, Норфолк) — астронавт НАСА. Здійснив чотири космічні польоти на шаттлах: STS-57 (1993, «Індевор»), STS-68 (1994, «Індевор»), STS-81 (1997, «Індевор») і STS-92 (2000, «Діскавері»), здійснив три виходи у відкритий космос, фізик.

## Освіта
- В 1974 році закінчив середню школу.
- У 1976 році, закінчивши з відзнакою Університет Вірджинії, отримав ступінь бакалавра наук з фізики.
- У 1982 і 1986 роках отримав ступінь магістра і доктора наук в галузі «прикладна фізика» в Стенфордському університеті.